# بیمارستان شهید مظفری
بیمارستان شهید مظفری بیمارستانی است درمانی وابسته به سازمان زندان‌ها و اقدامات تأمینی و تربیتی کشور واقع در شیراز، استان فارس با ظرفیت ۳۵ تخت فعال.
این بیمارستان عمومی است و به زندانیان زندان عادل‌آباد خدمات ارایه می‌نماید.